# Семеновское (Калининский район)
Семёновское — деревня в Калининском районе Тверской области. Входит в состав Медновского сельского поселения.

## География
Находится в юго-восточной части Тверской области на расстоянии приблизительно 21 км на запад-северо-запад по прямой от города Тверь.

## История
Была отмечена еще на карте 1840 года как поселение с 23 дворами. В 1859 году здесь (деревня Тверского уезда Тверской губернии) было учтено 43 двора.

## Население
Численность населения: 317 человек (1859 год), 6 (русские 83 %) в 2002 году, 9 в 2010.